# اگگیک (آلاسکا)
اگگیک (به انگلیسی: Egegik) شهری در بخش لیک اند پنینسولا، آلاسکا ایالت آلاسکا است که جمعیت آن در سرشماری سال ۲۰۰۰ میلادی ۱۱۶ نفر بوده‌است.